# Феррарі (фільм)
«Феррарі» (англ. Ferrari) — американський біографічний фільм. Сценарист та режисер стрічки — Майкл Манн.

## Синопсис
Дія відбувається влітку 1957 року, коли автомобільна імперія Енцо Феррарі переживає кризу. Колишній гонщик, який став підприємцем, доводить себе і своїх гонщиків до межі, коли вони виходять на старт Mille Miglia, 1000-мильних перегонів Італією.

## У ролях
| Актор          | Роль                |
| -------------- | ------------------- |
| Адам Драйвер   | Енцо Феррарі        |
| Пенелопа Крус  | Лора Феррарі        |
| Шейлін Вудлі   | Ліна Ларді          |
| Габріель Леоне | Альфонсо де Портаґо |
| Сара Гадон     | Лінда Крістіан      |
| Джек О'Коннелл | Пітер Коллінз       |
| Патрік Демпсі  | П'єро Таруффі       |

## Виробництво
Майкл Манн вперше обговорив проєкт із Сіднеєм Поллаком приблизно у 2000 році. У серпні 2015 року Крістіан Бейл почав переговори на роль Енцо Феррарі. Знімання планували розпочати влітку 2016 року в Італії. Бейл покинув проєкт у січні 2016 року через занепокоєння відповідністю до вимог щодо ваги для ролі перед початком виробництва. Проєкт зупинився до квітня 2017 року, коли Х'ю Джекман почав переговори на роль Енцо Феррарі, а Нумі Рапас — на роль його дружини. Проєкт знову зупинився до червня 2020 року. Знімання мали розпочати у квітні 2021 року.
У лютому 2022 року Джекман покинув фільм, а Адам Драйвер отримав роль Феррарі. Пенелопа Крус і Шейлін Вудлі також долучилися до акторського складу. У липні до акторського складу приєдналися Габріель Леоне, Сара Гадон, Джек О'Коннелл і Патрік Демпсі. Попереднє виробництво почали у квітні 2022 року, а знімання планували розпочати в липні у Модені.
Основне знімання розпочали 17 серпня 2022 року в Італії і завершили наприкінці жовтня того ж року.

## Випуск
Студія STXfilms планувала вихід стрічки на кінець 2023 року. Вихід фільму у широкий прокат планували на потоковому сервісі Showtime але згодом його скасували. Світова прем'єра фільму відбулася 31 серпня 2023 року на 80-му Венеційському кінофестивалі. У широкий прокат у США фільм надійшов 25 грудня 2023 року.